# Iochroma edule
Iochroma edule är en potatisväxtart som beskrevs av S. Leiva Gonzalez. Iochroma edule ingår i släktet Iochroma och familjen potatisväxter. Inga underarter finns listade i Catalogue of Life.